# ملح (السويداء)
ملح بلدة وناحية سوريّة إداريّة تتبع منطقة صلخد في محافظة السويداء. بلغ عدد سكان الناحية 13,615 نسمة حسب تعداد عام 2004.